# Hyperespace (Star Wars)
Pour les articles homonymes, voir Hyperespace.
L'hyperespace est utilisé pour se déplacer sur de longues distances à travers la Galaxie dans l'univers de fiction de Star Wars comme souvent en science-fiction.

## Moyens d'y voyager

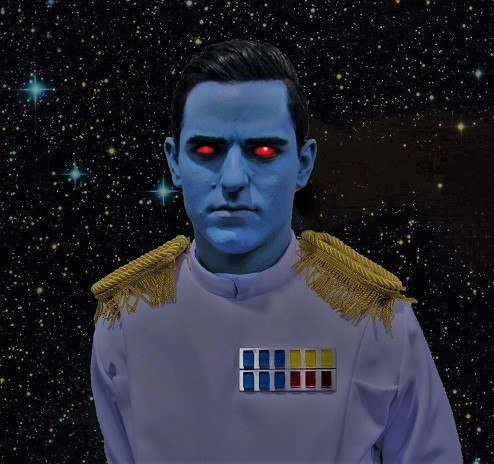
Cosplay de Thrawn, ayant présenté à Dark Vador l'utilisation de la Force dans la navigation puis ayant été pris par les purrgils avec Ezra Bridger

Dans l'univers de Star Wars, plusieurs méthodes sont présentées pour permettre le voyage dans l'hyperespace.
Les vaisseaux fonctionnent généralement avec un hyperdrive, une partie de l'appareil qui utilise de l'hypermatière pour permettre le voyage dans l'hyperespace. L'une des formes d'hypermatière les plus connues mais aussi les plus rares est le coaxium, notamment récupéré à Kessel sous forme brute, très dangereuse. Un autre carburant notable de l'hyperdrive est le gaz tibanna, obtenu quant à lui notamment à Bespin.
Les Chiss maîtrisant la Force, généralement des filles assez jeunes, permettent aux vaisseaux de l'Ascendance de voyager dans l'hyperespace en sécurité, en transportant le vaisseau dans cette autre dimension et en l'y guidant. Dark Vador joue ce rôle temporairement à bord du Destroyer Stellaire Impérial de Thrawn, le Chimaera.
Les purrgils, vivant dans l'espace, sont capables de se déplacer dans l'hyperespace. Dans Rebels, ils entraînent le jeune Jedi Ezra Bridger et son ennemi le grand amiral Thrawn dans l'hyperespace, vers une destination inconnue. Cela amène Sabine Wren et Ahsoka Tano à tenter de retrouver les deux disparus.

## Liste des routes hyperspatiales
L'hyperespace est traversé en sécurité par l'utilisation de routes hyperspatiales découvertes préalablement. La liste suivante les recense, sans être exhaustive, en fonction du nom propre qui les définit.
- Haut – A
- B
- C
- D
- E
- F
- G
- H
- I
- J
- K
- L
- M
- N
- O
- P
- Q
- R
- S
- T
- U
- V
- W
- X
- Y
- Z

### A
- La croix Ardane se trouve au sud-est de l'Etendue Gordienne[a 1].
- Le circuit d'Arleen passe par la planète éponyme, dans la Centralité[a 2].
- L'arc de l'Autorité passe au sud-est du Secteur Corporatif[a 3].
- Le corridor guardien de l'Autorité passe dans la moitié nord du Secteur Corporatif[a 3].

### B
- La grande route de la Bordure se trouve en bordure de l'Amas de Hapes[a 4].
- La passe de Braxant relie notamment Muunilins et Bastion. Elle atteint les Régions Inconnues[a 5].
- La route Brentaal-Denon relie les planète éponymes, en passant notamment par Skako. Elle fait partie des routes qui ont contribué à la formation de la super-hypervoie Hydienne[a 6].
- La passe de Byss relie notamment Byss à Koros, en passant par Prakith, le tout dans le Noyau Profond, où c'est la plus grande route[a 7].

### C
- Le conduit de Cadma relie la Centralité au reste de la Galaxie, par l'intermédiaire de la voie marchande de Triellus[a 2].
- Les éperons de Celanon sont deux routes qui se rejoignent en une seule à Axxila, étant respectivement parties de Celanon et de Serenno. Ils font partie des routes qui ont contribué à la formation de la super-hypervoie Hydienne[a 6].
- L'épine marchande Corellienne relie notamment Bestine et Yag'Dhul, tout en passant près de Hoth et Bespin. Elle se sépare de la passe Corellienne près de Corellia pour relier cette planète à Duro et poursuivre vers le Sud de la Galaxie[a 5].
- La passe Corellienne relie notamment Ryloth et Coruscant, en passant par Christophsis et Corellia par exemple. Elle tire son nom de l'influence exercée par cette dernière planète sur la route. Il s'agit de l'une des trois routes appelées super-hyperroutes[a 5].
- L'ancienne passe Corellienne est semblable à la passe Corellienne moderne, à certaines différences près, comme le fait qu'elle passe par Tatooine et pas par Arkanis ou Christophis[a 8].
- La passe de Corsin relie Corsin à Brentaal, en passant notamment par Champala. Elle fait partie des routes qui ont contribué à la formation de la super-hypervoie Hydienne[a 6].
- La route Cranan-Excarga relie les deux planètes éponymes[a 8].

### D
- Descri Wris traverse le nord de l'Espace Sith[a 9].
- Le circuit de Durkteel relie Kashyyyk au Secteur Kastolar[a 10].

### E
- La route majeure d'Etti passe par Etti et une grande partie de la moitié sud du Secteur Corporatif[a 3].
- La route tertiaire d'Etti passe au sud-est du Secteur Corporatif[a 3].

### F
- La passe de Falko est la principale route de la Centralité[a 2].
- La passe de Feena se trouve au sud-est de l'Etendue Gordienne.

### G
- La route de Gallinore passe par le nord-ouest de l'Amas de Hapes[a 4].
- L'hyperligne Gandeal-Fondor relie notamment les deux planètes éponymes. Cette route militaire sert à l'Empire[a 5].
- La route Trans-Golfe relie les deux extrémités du nord du Secteur Arkanis[a 8].

### H
- L'épine Hapane relie l'Amas de Hapes à Taanab[a 4].
- La passe d'Hollastin traverse le sud de l'Espace Hutt[a 11].
- Pabol Hutta relie Nal Hutta et Sriluur, en passant par Varl. C'est la principale route de l'Espace Hutt[a 11].
- La voie Hydienne relie Bonadan, du Secteur corporatif, à Eriadu, en passant par Malastare et Brentaal. Il s'agit de l'une des trois routes appelées super-hyperroutes, et de la seule à presque couper la Galaxie en deux[a 5].

### I
- L'éperon Ilosian relie Boz Pity à Ilos Minor (d'où le nom de la route vient)[a 11].
- La passe Indomptable relie Randon au Secteur Terr'Skiar[a 10].
- L'éperon Intra-Secteur traverse le sud du Secteur Corporatif[a 3].

### J
- Le circuit Junction-Tierrel relie le sud de l'Etendue Gordienne à la voie Hydienne[a 1].

### K
- La passe de Kaaga relie Nar Kaaga au reste de l'Espace Hutt[a 11].
- Kamat Aegit traverse le milieu de l'Espace Sith[a 9].
- Kamat Krote traverse le milieu de l'Espace Sith et Korriban[a 9].
- La grande branche de Kashyyyk relie Kashyyyk au Secteur Taldot[a 10].
- Le corridor marchand de Kessel relie Zerm à Kessel[a 12].
- Le raid de Kessel relie Formos à Kessel[a 12].
- Le ligne principale de Koros relie Koros, du Noyau Profond, à la planète-ville Coruscant. Elle est utilisée avant la fondation de la République[a 5].
- La trace de Korphir est au sud de l'Etendue Gordienne[a 1].
- Pabol Kreeta relie Nar Kreeta à l'Ootmian Pabol[a 11].

### L
- La route Lantilliane moindre traverse le nord de la Région de Kashyyyk[a 10].
- La route de Lorell traverse l'ouest de l'Amas de Hapes[a 4].
- La croix de Lucaya passe au sud-est du Secteur Corporatif[a 3].

### M
- La route Mandalorienne relie Mandalore à Corsin. Elle fait partie des routes qui ont contribué à la formation de la super-hypervoie Hydienne[a 6].
- La voie marchande de Metellos relie Coruscant à N'Zoth, en passant par Metellos. Elle a d'abord été créée pour tenter de copier les super-hyperroutes, mais cette fois à l'Est, ce qui a échoué[a 5].
- La piste Morelliane relie Mirial au Secteur Corporatif. Elle fait partie des routes qui ont contribué à la formation de la super-hypervoie Hydienne[a 6]
- La route Morte traverse l'est de l'Espace Hutt[a 11].

### N
- Nache Bhelfia relie Korriban et Ziost, les deux principales planètes de l'Espace Sith[a 9].
- La circuit de Najiba traverse le sud-ouest du Secteur Arkanis[a 8].

### O
- L'Ootmian Pabol (basic), ou Ootmian Pankapolla (huttese), relie la Zone d'Expansion à Nal Hutta. Elle est rendue inutilisable par la supernova Kyyr[a 5]

### P
- L'éperon de Pando relie Near Pando et Far Pando au reste de l'Espace Hutt[a 11].
- La voie marchande Perlémienne relie Coruscant, Ossus et une partie de l'Amas de Tion notamment. Il s'agit de l'une des trois routes appelées super-hyperroutes[a 5].
- L'éperon Pinooran traverse une grande partie de la moitié ouest de l'Etendue Gordienne[a 1].
- La trace de Poussière passe principalement par Malastare. Elle fait partie des routes qui ont contribué à la formation de la super-hypervoie Hydienne[a 6].

### R
- La passe de Randon relie Randon à Lantillies en passant par Kashyyyk[a 10].
- La voie marchande de Rimma relie notamment Triton à Giju, en passant par Yag'Dhul, Sullust et Eriadu[a 5].

### S
- Le corridor Salin passe notamment par Botajef et une importante partie du Nord de la Galaxie, s'arrêtant vers l'Espace Hutt[a 5].
- Shag Pabol relie Nal Hutta à Teth. Cette route se trouve presque exclusivement dans l'Espace Hutt[a 11].
- Les tunnels de Shaltin coupe plus ou moins perpendiculairement les principales routes du Secteur Corporatif, en passant par Etti[a 3].
- Pabol Sleheyron relie Kessel (seulement proche de la route) à l'Espace Hutt, en passant par le hub de l'Espace qu'est Sleheyron, donnant ainsi le nom[a 11].
- La route marchande de Solenbaran relie Etti à l'éperon Intra-Secteur[a 3].
- La Solenbaran tertiaire passe dans le sud-est du Secteur Corporatif[a 3].
- La passe terminée en Sprizen relie cette dernière à Botajef. Elle fait partie des routes qui ont contribué à la formation de la super-hypervoie Hydienne[a 6].
- La piste de Synmar traverse le nord de l'Amas de Hapes[a 4].

### T
- La passe de Terr'skiar passe de la planète éponyme à Deysum, principalement dans le Secteur Trax[a 10].
- La route de Tingel passe par le sud-est du Secteur Corporatif[a 3].
- Le tube Trax relie notamment Lexrul et Randon, en passant par Deysum[a 10].
- L'éperon de Trianii traverse principalement le milieu et le nord du Secteur Corporatif[a 3].
- La voie marchande de Triellus est l'une des trois routes qui délimitent ce qui est appelé le Triangle de l'épice, au Sud-Ouest de la Galaxie[a 5].

### V
- La voie Vascheane relie Arkanis à Vasch, passant au sud du Secteur Arkanis[a 8].

### W
- La voie de Wetyin traverse le milieu de l'Etendue Gordienne[a 1].

### Y
- La route de contournement de Yavin permet notamment d'accéder discrètement à Yavin[a 1].

### Z
- Zoree Trete traverse le milieu de l'Espace Sith[a 9].

## Impact culturel
La franchise Star Wars s'étant déjà imposé comme l'une des principales de la science-fiction, elle est utilisée comme principal exemple d'utilisation de technologie hyperspatiale, notamment par le biais des apparitions de cette dimension dans les films, lorsqu'elle est utilisée par exemple par le Faucon Millenium.
Ainsi, l'Express compare le service de visite du système solaire offerte par Google Maps aux déplacements avec « un hyperdrive de Star Wars ».

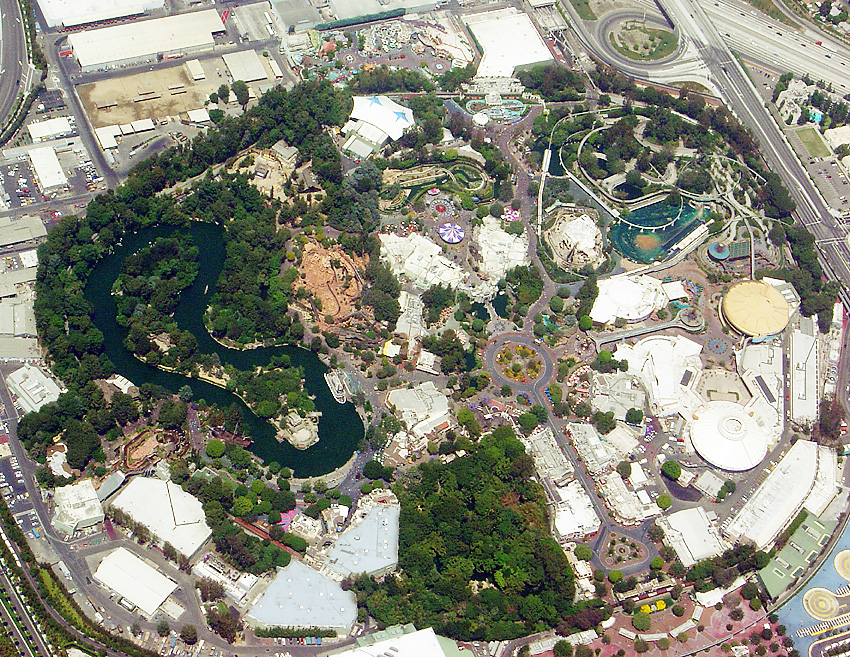
Vue aérienne de Disneyland.

L'attraction Galactic Starcruiser de Disneyland propose une simulation de voyage à travers l'hyperespace dès le printemps 2022. Son coût particulièrement élevé est souvent remarqué,.